# Американська історія жаху: Готель
«Американська історія жаху: Готель» (англ. American Horror Story: Hotel) — п'ятий сезон телесеріалу «Американська історія жаху», який транслювався на каналі FX з 7 жовтня 2015 до 13 січня 2016 року.
В сезон повернувся акторський склад попередніх сезонів: Кеті Бейтс, Сара Полсон, Еван Пітерс, Веслі Бентлі, Меттью Бомер, Хлоя Севіньї, Анджела Бассетт, Мер Віннінгем, а також і нові актори — Леді Гага та Шайєнн Джексон. Готель став першим сезоном, де не брали участь Джессіка Ленг та Френсіс Конрой.
Зі слів самих авторів серіалу Бреда Фелчака та Раяна Мерфі, тематично, Готель можна назвати найтемнішім серед усіх попередніх сезонів. Натхнення на створення сезону черпали з старих фільмів жахів про готелі та реального готелю в центрі Лос-Анджелеса, відомого своєю зловісною славою. Зйомки проходили в Лос-Анджелесі, як і перший та другий сезони. Він відомий і тим, що став найбільш дорогим з усіх сезонів, оскільки художник-постановник Марк Ворзінгтон насправді побудував будівлю на два поверхи на звуковій сцені з робочим ліфтом та сходами.

## Сюжет
Детектив Джон Лоу займається слідством, що стосується серії жорстоких вбивств, які приводять його до таємничого готелю «Кортез». Тут панує атмосфера паранормальності, а керує усім загадкова графиня Елізабет, яка виявляється вишуканою вампіркою.

## Актори

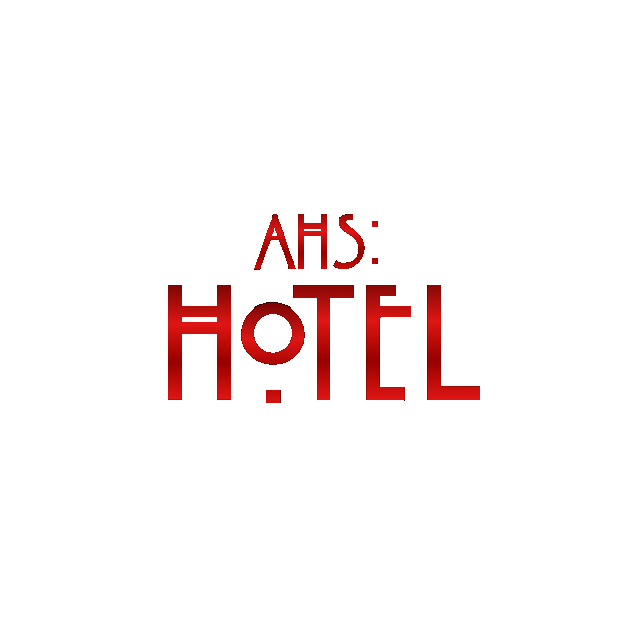

### Головні персонажі
- Кеті Бейтс — Айріс
- Сара Полсон — Саллі Маккенна та Біллі Дін Говард
- Еван Пітерс — Джеймс Патрік Марч
- Веслі Бентлі — Джон Лоу
- Меттью Бомер — Донован
- Хлоя Севіньї — доктор Алекс Лоу
- Деніс О’Харе — Ліз Тейлор
- Шайєнн Джексон — Вілл Дрейк
- Анджела Бассетт — Рамона Роял
- Леді Гага — графиня Елізабет / графиня

### Спеціально запрошені зірки
- Мер Віннінгем — Гейзел Еверс
- Фінн Віттрок — Трістан Даффі та Рудольф Валентіно
- Наомі Кемпбелл — Клаудія
- Лілі Рейб — Ейлін Ворнос
- Габурі Сідібе — Куїнні

### Другорядні персонажі
- Леннон Генрі — Голден Лоу
- Річард Т. Джонс — детектив Хан
- Шрі Крукс — Скарлетт Лоу
- Лірік Леннон — Лаклан Дрейк
- Джессіка Белкін — Рен
- Макс Грінфілд — Габріель
- Гелена Маттссон — Агнета
- КамІлла Алнес — Вендела
- Антон ЛІ Старкман — Макс Еллісон
- Джош Пенс — Нік Гарлі

### Запрошені зірки
- Даррен Крісс — Джастін
- Джон Керролл Лінч — Джон Вейн Гейсі
- Сет Габел — Джеффрі Дамер
- Медхен Емік — місіс Еллісон
- Александра Даддаріо — Наташа Рамбова
- Крістін Естабрук — Марсі
- Роксана Бруссо — доктор Коен
- Девід Нотон — містер Семюелс
- Ентоні Руйвівар — Річард Рамірес
- Ніко Еверс-Свінделл — Крейг
- Роберт Неппер — лейтенант
- Джессіка Лу — Бейб
- Крістен Аріза — місіс Прітчард
- Музам Маккар — сестра Ліна
- Метт Росс — доктор Чарльз Монтгомері
- Чарльз Мелтон — містер Ву
- Девід Баррера — доктор Каплан

### Епізоди
Див. також: Список епізодів телесеріалу «Американська історія жаху»
| Номер серії | Номер серії у сезоні | Назва серії                | Режисер(и) | Сценарист(и)              | Оригінальний показ | Код серії | Глядачі США (у мільйонах) |
| ----------- | -------------------- | -------------------------- | ---------- | ------------------------- | ------------------ | --------- | ------------------------- |
| 52          | 1                    | «Реєстрація» «Checking In» | Раян Мерфі | Раян Мерфі та Бред Фелчак | 7 жовтня 2015      | 5ATS01    | 5,81                      |

Дві скандинавки поселяються в готель «Кортез». На них в номері нападає чудовисько, яке ховалось у матраці. Далі нам показують детектива і батька сімейства Джона Лоу, який веде розслідування ряду жахливих вбивств у Лос-Анджелесі. З'являється підказка, що відповіді про вбивства можна знайти у таємничому готелі «Кортез». На диво, Лоу бачить у коридорі свого зниклого сина Голдена, якого викрали п'ять років тому. Графиня і її коханець Донован заманюють до готелю пару, яку вбивають, щоб посмакувати крові. З'являється наркоманка Саллі. Детектив вирішує залишитись в готелі у кімнаті 64.
| Номер серії | Номер серії у сезоні | Назва серії                            | Режисер(и)   | Сценарист(и) | Оригінальний показ | Код серії | Глядачі США (у мільйонах) |
| ----------- | -------------------- | -------------------------------------- | ------------ | ------------ | ------------------ | --------- | ------------------------- |
| 53          | 2                    | «Жолоби та сходи» «Chutes and Ladders» | Бредлі Букер | Тім Майнір   | 14 жовтня 2015     | 5ATS02    | 4,06                      |

Вілл Дрейк, дизайнер і новий власник готелю, проводить у ньому модний показ. Графиня тут запримітила модель, який до того ж виявився наркоманом — Трістана Даффі. Вона спокушає його, а потім робить теж вампіром. Донован залишається відкинутим. Джон дізнається більше про готель завдяки Айріс. Його побудував Джеймс Патрік Марч у 1926 році як місце для катування та вбивства людей. Коли його діяння викриває поліція Марч вчиняє самогубство. Ми бачимо дітей-вампірів графині, серед них є і Голден. Син Дрейка показує дітей Скарлет, і вона впізнає серед них свого брата.  
| Номер серії | Номер серії у сезоні | Назва серії      | Режисер(и)   | Сценарист(и) | Оригінальний показ | Код серії | Глядачі США (у мільйонах) |
| ----------- | -------------------- | ---------------- | ------------ | ------------ | ------------------ | --------- | ------------------------- |
| 54          | 3                    | «Мамуся» «Mommy» | Бредлі Букер | Джеймс Вонг  | 21 жовтня 2015     | 5ATS03    | 3,20                      |

Трістан зустрічається з Марчем і обіцяє вбити Віллі, але графиня зупиняє його і каже, що планує вийти заміж за Вілла, а потім вбити, щоб отримати спадок. Донован відкидає свою мати і підштовхує її до самогубства, бо називає її причиною усіх своїх бід. Серед його нічних походеньок у пошуках крові його викрадає колишня коханка Рамона. Вона прагне помсти Елізабет, бо та вбила її коханого чоловіка, а тепер Рамона хоче вбити її дітей. Айріс просить Саллі допомогти їй з самогубством, але Донован усвідомлює свою помилку і рятує мати своєю вампірською кров'ю. Дружина детектива Джона Алекс приходить до готелю, щоб вручити йому документи на розлучення. Тут вона теж зустрічає свого сина Голдена.
| Номер серії | Номер серії у сезоні | Назва серії                   | Режисер(и)    | Сценарист(и)   | Оригінальний показ | Код серії | Глядачі США (у мільйонах) |
| ----------- | -------------------- | ----------------------------- | ------------- | -------------- | ------------------ | --------- | ------------------------- |
| 55          | 4                    | «Ніч диявола» «Devil's Night» | Лоні Перістер | Дженніфер Солт | 28 жовтня 2015     | 5ATS04    | 3,04                      |

30 жовтня, у ніч диявола серійний вбивця Річард Рамірес приходить до готелю на зустріч вбивць. Серед них і Ейлін Ворнос, яка намагається вбити детектива. Ситуацію прояснює трансгендерний бармен Ліз, який розповідає детективу про ніч, коли Марч за столом збирає духів — найвідоміших американських серійних вбивць, щоб разом відсвяткувати їх злочини. Виявляється, що детектив теж є у списку запрошених. Він зустрічає там Джона Вейн Гейсі, Джеффрі Дамера та Зодіака. Тим часом, Алекс забирає Голдена додому, але згодом знову приходить з ним до готелю. Графиня пропонує Алекс стати вампіром, щоб вічно бути поруч з сином, і вона погоджується.
| Номер серії | Номер серії у сезоні | Назва серії                             | Режисер(и) | Сценарист(и) | Оригінальний показ | Код серії | Глядачі США (у мільйонах) |
| ----------- | -------------------- | --------------------------------------- | ---------- | ------------ | ------------------ | --------- | ------------------------- |
| 56          | 5                    | «Обслуговування номерів» «Room Service» | Майкл Гой  | Нед Мартел   | 4 листопада 2015   | 5ATS05    | 2,87                      |

Донован і Рамона створюють план помсти, залучивши до нього Айріс. Алекс рятує свого важкохворого пацієнта хлопчика Макса, не задумуючись про наслідки його вампірства. Макс убиває своїх батьків і поширює цей давній вірус серед однокласників, створивши таким чином загін малолітніх вбивць. Джон і Саллі прокидаються разом у його кімнаті готелю. Пара хіпстерів посиляється у готелі і усіма способами провокує Айріс. Після довгого очікування вона вирішує їх вбити і втамувати голод крові. Алекс починає працювати на графиню гувернанткою дітей-вампірів.
| Номер серії | Номер серії у сезоні | Назва серії            | Режисер(и)    | Сценарист(и)  | Оригінальний показ | Код серії | Глядачі США (у мільйонах) |
| ----------- | -------------------- | ---------------------- | ------------- | ------------- | ------------------ | --------- | ------------------------- |
| 57          | 6                    | «Кімната 33» «Room 33» | Лоні Перістер | Джон Дж. Грей | 11 листопада 2015  | 5ATS06    | 2,64                      |

У 1926 році в будинку-убивці з першого сезону доктор Чарльз Монтгомері зустрічається з Елізабет. Вона хоче зробити аборт. Під час процедури дитина нападає на медрестру, яка допомагала Чарльзу. Він каже, що це був хлопчик. Грифиня тримає його у кімнаті 33. Джона веде за собою Голден і він знаходить Алек у труні, після чого непритомніє. Поки він приходить до тями Алес забирає труни і дітей, а чоловіка переконує звернутись до лікаря. Донован, Рамона і Айріс збираються втілити план помсти, але дітей немає. Рамона зла йде геть. Між Трістаном і Ліз виникають почуття. Вони думають як про це сказати графині. Коли вона дізнається, то вбиває Трістана називаючи їх зрадниками.
| Номер серії | Номер серії у сезоні | Назва серії            | Режисер(и) | Сценарист(и) | Оригінальний показ | Код серії | Глядачі США (у мільйонах) |
| ----------- | -------------------- | ---------------------- | ---------- | ------------ | ------------------ | --------- | ------------------------- |
| 58          | 7                    | «Мерехтіння» «Flicker» | Майкл Гой  | Крістал Лью  | 18 листопада 2015  | 5ATS07    | 2,64                      |

В одному із забарикадованих коридорів готелю знайдено дві істоти. Пізніше ними виявляться знайомі графині. У 1925 році молода Елізабет знайомиться з актором Рудольфом Валентіно та його нареченою Наташею. У них роман. Він раптово помирає, а Елізабет з горя виходить заміж за Джеймса Марча. Пізніше Валентіно повертається і пояснює смерть як необхідну дію, бо він вампір. Він пропонує Елізабет теж стати такою, а потім поїхати з ним у Європу. Про це дізнається Марч, знаходить Валентіно з дружиною і заморовує їх у стінах готелю. Джон у лікарні. Там він прокрадається до дівчинки Рен, яка була співучасницею вбивств за «десятьма заповідями». Він просить її  сказати хто цей вбивця. Для цього вони тікають з лікарні. Дівчинка каже, що вбивця в готелі і кидається під колеса автівки, не бажаючи далі бути вампіром.   
| Номер серії | Номер серії у сезоні | Назва серії                                      | Режисер(и)    | Сценарист(и) | Оригінальний показ | Код серії | Глядачі США (у мільйонах) |
| ----------- | -------------------- | ------------------------------------------------ | ------------- | ------------ | ------------------ | --------- | ------------------------- |
| 59          | 8                    | «Біблійний вбивця» «The Ten Commandments Killer» | Лоні Перістер | Раян Мерфі   | 2 грудня 2015      | 5ATS08    | 2,31                      |

Джон приходить в «Кортез», він вимагає сказати де переховується вбивця. Саллі веде Джона у кімнату 64 і показує в ній ще одну, таємну кімнату, яку зробив Марч. Саллі поступово доводить до того, що біблійним вбивцею є Джон. Він пригнічував свої спогади про вбивста, але вчиняючи їх керувався думкою, що так бореться з несправедливістю. Ми бачимо уривки того як останні п'ять років він відвідує готель, як Марч робить його своїм наступником. Щоб підштовхнути Джона до дій він навіть вмовив графиню викрасти його сина Голдена.
| Номер серії | Номер серії у сезоні | Назва серії                              | Режисер(и)     | Сценарист(и) | Оригінальний показ | Код серії | Глядачі США (у мільйонах) |
| ----------- | -------------------- | ---------------------------------------- | -------------- | ------------ | ------------------ | --------- | ------------------------- |
| 60          | 9                    | «Вона прагне помсти» «She Wants Revenge» | Майкл Аппендал | Бред Фелчак  | 9 грудня 2015      | 5ATS09    | 2,14                      |

Елізабет знаходить Валентіно і Наташу. Вона хоче, щоб вони разом були в готелі, відділені від усього світу. Алекс знаходить малолітніх вампірів і вмовляє піти з нею до готелю. Рамона йде до графині, щоб її вбити, але Донован зраджує її, перейшовши на бік графині. Вони закривають Рамону в коридорі. Весілля Вілла та Елізабет. Одразу після церемонії його кидають до Рамони, яка його вбиває.
| Номер серії | Номер серії у сезоні | Назва серії                        | Режисер(и)   | Сценарист(и) | Оригінальний показ | Код серії | Глядачі США (у мільйонах) |
| ----------- | -------------------- | ---------------------------------- | ------------ | ------------ | ------------------ | --------- | ------------------------- |
| 61          | 10                   | «Вона мститься» «She Gets Revenge» | Бредлі Букер | Джеймс Вонг  | 16 грудня 2015     | 5ATS10    | 1,85                      |

Елізабет вбиває Наташу, щоб бути лише з Рудольфом. Але його вбиває Донован. Джон і Алекс приводять малолітніх вампірів до готелю, і кидають до Рамони. Саллі лютує через те, що Алекс і Джон знову разом. Ліз зустрічається з сином, якого не бачила 31 рік, він приїжджає до готелю. Перед тим Ліз з Айріс хотіли вчинити самогубство, але тепер вони вирішують взяти керівництво готелю в свої руки. І починають це з розстрілу пентхаусу графині. З нею там виявляється Донован.
| Номер серії | Номер серії у сезоні | Назва серії                         | Режисер(и)     | Сценарист(и) | Оригінальний показ | Код серії | Глядачі США (у мільйонах) |
| ----------- | -------------------- | ----------------------------------- | -------------- | ------------ | ------------------ | --------- | ------------------------- |
| 62          | 11                   | «Королівська битва» «Battle Royale» | Майкл Аппендал | Нед Мартел   | 6 січня 2016       | 5ATS11    | 1,84                      |

Графиня рятується від перестрілки, а от Донован помирає. Він просить винести його з готелю, щоб він не поневолив його душу. Саллі допомагає графині відновити сили. Ліз і Айріс звільняють Рамону, щоб та вбила графиню, але вона піддається чарам графині. Коли Елізабет збирається покинути готель її розстрілює Джон. Тепер її дух тут навічно.
| Номер серії | Номер серії у сезоні | Назва серії                          | Режисер(и)   | Сценарист(и)  | Оригінальний показ | Код серії | Глядачі США (у мільйонах) |
| ----------- | -------------------- | ------------------------------------ | ------------ | ------------- | ------------------ | --------- | ------------------------- |
| 63          | 12                   | «Будьте нашим гостем» «Be Our Guest» | Бредлі Букер | Джон Дж. Грей | 13 січня 2016      | 5ATS12    | 2,24                      |

Привиди заважають Ліз і Айріс нормально вести бізнес в готелі. Саллі і Вілл постійно вбивають гостей. На загальних зборах Марч говорить, щоб ті зупинились, бо готель це і їх дім, і зовсім скоро він стане історичним надбанням. Тоді ніхто не зможе його зруйнувати. Ліз смертельно хвора і вирішує померти в готелі, щоб бути тут вічно поруч з друзями. Тепер вони з Трістаном можуть бути разом. Психічка Біллі Дін Говард веде своє шоу про паранормальні речі. Цього разу в готелі. Джон забирає її на чортову ніч, де їй погрожують розправою, якщо вона далі буде вести розслідування про готель. Елізабет спокушає нового коханця, який зовнішньо нагадує Донована, відчуваючи, що насправді любила лише його.